# Steely Dan
Steely Dan is een Amerikaanse jazz-georiënteerde popgroep rond de muzikanten en componisten Walter Becker en Donald Fagen. De band was actief van 1970 tot en met 1981, kwam weer bijeen in 1993 en hield op te bestaan door de dood van Becker in 2017. De groepsnaam is ontleend aan de naam van een gigantische dildo uit het boek Naked Lunch van William S. Burroughs.

## Geschiedenis
Becker en Fagen kenden elkaar vanaf 1967. Beiden zaten op het Bard College, in New York en speelden in lokale groepjes. In 1969 verhuisden ze naar Brooklyn en begonnen ze als sessiemuzikanten bij o.a. Jay and the Americans. Kort daarna werden ze door Gary Katz, een producer van ABC Records, als componisten naar Los Angeles gehaald. Gesteund door Katz formeerden ze hun eigen band: Steely Dan.
De eerste single ‘Dallas’ werd zonder succes in 1972 uitgebracht, gevolgd door de eerste albums Can't Buy a Thrill (1972) en Countdown to Ecstasy (1973). Mede door de nummers Do It Again, Reelin' In the Years, Dirty Work, Showbizz Kids en My Old School werden deze albums succesvol. Hierbij werden zij ondersteund door diverse sessiemuzikanten (zie begeleiding). Daarna volgden de albums Pretzel Logic (1974), Katy Lied (1975), The Royal Scam (1976), Aja (1977) en Gaucho (1980). Deze waren eveneens succesvol.
Hierna stokte hun werk tot 1993. Een en ander werd veroorzaakt door technische problemen (opnamefouten), juridische problemen (wegens de overname van ABC door MCA Records) en drugsgerelateerde problemen. Walter Becker vertrok naar Hawaï en stopte met drugs. Donald Fagen bracht intussen zijn succesvolle soloalbum The Nightfly (1982) uit en produceerde gedurende die tijd, net als Becker, werk voor andere artiesten. Toch hernieuwden ze hun samenwerking vanaf 1987.
De periode van 1993 tot 2000 kenmerkte zich door een groot aantal liveconcerten. Hiervoor werd een band samengesteld uit een keyboardspeler, sologitarist, bassist, drummer, vibrafonist, een viermansblazersectie en drie zangeressen. Deze vormden de volgende tien jaar de vaste kern van Steely Dan. De concerten werden gevolgd door een door MCA uitgebrachte serie Greatest Hits-albums. Intussen werkten Fagen en Becker in de studio aan een nieuw album. Ook veranderden ze enkele keren van platenlabel. Van MCA gingen ze naar Giant Records, Reprise en Warner Bros. In 2000 kwam het album Two against nature uit, gevolgd door een aantal live-concerten met hun vaste begeleidingsgroep. Opnieuw trokken Fagen en Becker zich in de studio terug en brachten in 2003 Everything must go uit, echter met minder succes.
De periode van 2007 tot 2017 werd gekenmerkt door wereldwijde tournees (2007/2008), het tijdelijk optreden van Donald Fagen, Boz Scaggs en Michael McDonald als The Dukes of September met de vaste begeleidingsgroep (2009/2011/2014), gevolgd door live-optredens in de Verenigde Staten. De laatste optredens met Walter Becker waren in april 2017. Vanwege zijn ziekte kon hij aan de laatste concerten niet meer meedoen. Hij stierf in september 2017 aan de gevolgen van slokdarmkanker. Donald Fagen startte hierna met een nieuwe begeleidingsband The Nightflyers.

## Begeleiding
Vanaf het begin van hun carrière maakten Fagen en Becker veelvuldig gebruik van sessiemuzikanten. Maar vanwege hun kritische instelling ten opzichte van de vereiste muzikale kwaliteiten van de begeleiding en ook vanwege de karige financiële vergoeding was het verloop onder de begeleidende artiesten groot. In de loop der jaren hebben de volgende sessiemuzikanten meegewerkt aan de door Steely Dan uitgebrachte muziek:
- gitaar: Denny Dias, Jeff Baxter, Larry Carlton en Jon Herington
- percussie: Jim Hodder, Keith Carlock en Royce Jones
- zang: David Palmer en Jeff Young
- toetsinstrumenten en zang: Michael McDonald en Jim Beard
- drums:Jeff Porcaro, Jim Gordon, Dean Parks, Rick Derringer, Bernard Purdie en Steve Gadd.
- basgitaar: Chuck Rainey, Tom Barney en Fred Washington
- blazers: Cornelius Bumpus, Chris Potter, Michael Leonhart, Jim Pugh, Roger Rosenberg en Walt Weiskopf
- achtergrondzang: Shirley Matthews, Clydie King en Venetta Fields waren vaste zangeressen in de jaren 1970. Patti Austin en Valerie Simpson alleen voor de Gaucho-opname. Tawatha Agee, Brenda King, Cindy Mizelle en Janice Pendarvis bij diverse live concerten en Carolyn Leonhart, Catherine Russell, Cynthia Calhoun en Victoria Cave vanaf 2000.

## Muziek en teksten
De muziek van Steely Dan kent invloeden uit jazz, rock-'n-roll, funk, rhythm-and-blues en pop en wordt gekenmerkt door simpele, door jazz beïnvloede structuren en harmonieën.
Met name de teksten van Steely Dan hebben enige cultstatus verworven. De soms wat cryptische bewoordingen worden door enthousiaste fans eindeloos geïnterpreteerd, en sommigen menen er zelfs geheime boodschappen in te ontwaren. De raadselachtigheid waarmee Becker en Fagen zich bedienden in interviews wakkerde deze mysteries alleen maar verder aan. Op internet zijn er levendige discussies over te vinden. Er bestaat zelfs een Steely Dan Dictionary, die nuchtere verklaringen levert voor de soms wilde interpretatie van bepaalde woorden of zinsdelen. In Amerika waren er zelfs sociologen die zich bogen over de betekenis van hun muziek en teksten. Ondanks het eindeloos aandringen van fans weigerden Donald Fagen en Walter Becker altijd om hun poëtica uit te leggen.

## Discografie

### Albums
| Album met eventuele hitnotering(en) in de Nederlandse Album Top 100 | Datum van verschijnen | Datum van binnenkomst | Hoogste positie | Aantal weken | Opmerkingen   |
| ------------------------------------------------------------------- | --------------------- | --------------------- | --------------- | ------------ | ------------- |
| Can't Buy a Thrill                                                  | 1972                  | -                     | -               | -            |               |
| Countdown to Ecstasy                                                | 1973                  | -                     | -               | -            |               |
| Pretzel Logic                                                       | 1974                  | -                     | -               | -            |               |
| Katy Lied                                                           | 1975                  | 19-03-1975            | 26              | 10           |               |
| The Royal Scam                                                      | 1976                  | 19-05-1976            | 35              | 8            |               |
| Aja                                                                 | 1977                  | 24-09-1977            | 15              | 9            |               |
| Gaucho                                                              | 1980                  | 06-12-1980            | 27              | 10           |               |
| Remastered - The Best of Steely Dan                                 | 1993                  | 25-12-1993            | 32              | 19           | Verzamelalbum |
| Alive in America                                                    | 1995                  | 28-10-1995            | 69              | 4            | Livealbum     |
| Two Against Nature                                                  | 2000                  | 04-03-2000            | 19              | 10           |               |
| Everything Must Go                                                  | 2003                  | 21-06-2003            | 25              | 10           |               |
| Collected                                                           | 2009                  | 01-08-2009            | 9               | 11           | Verzamelalbum |

| Album met hitnotering(en) in de Vlaamse Ultratop 200 albums | Datum van verschijnen | Datum van binnenkomst | Hoogste positie | Aantal weken | Opmerkingen |
| ----------------------------------------------------------- | --------------------- | --------------------- | --------------- | ------------ | ----------- |
| Two Against Nature                                          | 2000                  | 04-03-2000            | 16              | 5            |             |
| Everything Must Go                                          | 2003                  | 21-06-2003            | 26              | 3            |             |

### Singles
| Single met eventuele hitnotering(en) in de Nederlandse Top 40 | Datum van verschijnen | Datum van binnenkomst | Hoogste positie | Aantal weken | Opmerkingen |
| ------------------------------------------------------------- | --------------------- | --------------------- | --------------- | ------------ | ----------- |
| Do It again                                                   | 1972                  | 23-12-1972            | 15              | 6            |             |
| Reelin' In the Years                                          | 1973                  | 26-05-1973            | tip6            | -            |             |
| Rikki Don't Lose That Number                                  | 1974                  | 22-06-1974            | 19              | 5            |             |
| Haitian Divorce                                               | 1977                  | 12-02-1977            | tip9            | -            |             |

### NPO Radio 2 Top 2000
| Nummers met noteringen in de NPO Radio 2 Top 2000 | '99  | '00  | '01  | '02  | '03  | '04  | '05  | '06  | '07  | '08  | '09  | '10  | '11  | '12  | '13  | '14  | '15  | '16  | '17  | '18  | '19  | '20  | '21  | '22  | '23  | '24  |
| ------------------------------------------------- | ---- | ---- | ---- | ---- | ---- | ---- | ---- | ---- | ---- | ---- | ---- | ---- | ---- | ---- | ---- | ---- | ---- | ---- | ---- | ---- | ---- | ---- | ---- | ---- | ---- | ---- |
| Do It Again                                       | 634  | 498  | 453  | 587  | 566  | 675  | 896  | 1041 | 1111 | 823  | 1004 | 963  | 1085 | 1107 | 1112 | 1268 | 1505 | 1713 | 1557 | 1810 | 1970 | 1768 | 1838 | 1833 | 1992 | 1890 |
| Reelin' In the Years                              | 1266 | 1286 | 1510 | 1319 | 1332 | 1480 | 1608 | 1538 | 1844 | 1565 | 1233 | 1317 | 1381 | 1555 | 1549 | 1656 | 1916 | 1915 | 1621 | -    | -    | -    | -    | -    | -    | -    |
| Rikki Don't Lose That Number                      | 728  | 839  | 792  | 613  | 827  | 926  | 980  | 1121 | 1144 | 986  | 1178 | 1153 | 1287 | 1564 | 1390 | 1562 | -    | 1939 | 1792 | -    | -    | -    | -    | -    | -    | -    |

1. ↑  Een '-' betekent dat het nummer niet was genoteerd en een vetgedrukt getal geeft de hoogste notering van een nummer aan.

## Trivia
- De gitaarsolo in Reelin' In the Years is een favoriet van Jimmy Page (Led Zeppelin).[bron?]
- Naar dit nummer is een productiemaatschappij vernoemd die muziekdocumentaires maakt.[bron?]
- Op Peg zong Michael McDonald voor het eerst een meerstemmige achtergrondpartij in.[bron?]
- De Schotse band Deacon Blue is vernoemd naar Deacon Blues.[bron?]
- Michael McDonald, Jeff Baxter en saxofonist Cornelius Bumpus hebben zowel voor Steely Dan als The Doobie Brothers gespeeld.
- In het nummer “Everything You Did” op het album The Royal Scam, wordt gerefereerd naar The Eagles, die op hun beurt refereerde aan Steely Dan in hun Top-Hit Hotel California.